# Alpi Scistose Tirolesi
Le Alpi Scistose Tirolesi (in tedesco Tiroler Schieferalpen) sono una sezione delle Alpi. Appartengono al settore delle Alpi Nord-orientali. Si trovano in Austria e ricadono nel territorio del Tirolo oltre che, marginalmente, nel Salisburghese. La vetta più alta è il Lizumer Reckner (2.884 m).

## Classificazione
Secondo la Partizione delle Alpi questa porzione alpina non costituisce una sezione a sé stante ma è divisa tra le Alpi Noriche e le Alpi Salisburghesi. Più precisamente, secondo questo criterio, le Prealpi del Tux sono parte delle Alpi Noriche, mentre le Alpi di Kitzbühel sono parte delle Alpi Salisburghesi.
La SOIUSA considera invece le Alpi Scistose Tirolesi come sezione autonoma.
La SOIUSA le colloca nelle Alpi Nord-orientali. La classificazione AVE colloca i due gruppi di cui esse sono composte (Prealpi del Tux e Alpi di Kitzbühel) nelle Alpi Centro-orientali.
La classificazione completa della SOIUSA circa le Alpi Scistose Tirolesi è la seguente:
- Grande parte = Alpi Orientali
- Grande settore = Alpi Nord-orientali
- Sezione = Alpi Scistose Tirolesi
- Codice = II/B-23

## Geografia
Le Alpi Scistose Tirolesi confinano a nord-est e ad est con le Alpi Settentrionali Salisburghesi; a sud con le Alpi dei Tauri occidentali; ad ovest con le Alpi Retiche orientali e a nord-ovest con le Alpi Calcaree Nordtirolesi.
Non si trovano lungo la catena principale alpina ma si staccano dalle Alpi dei Tauri occidentali al Tuxerjoch e al Gerlospass.

## Suddivisione
Si suddividono in due sottosezioni e cinque supergruppi:
- Prealpi del Tux
  - Gruppo Reckner-Malgrübler-Rosenjoch
  - Gruppo Kalkwald-Rastkogel
- Alpi di Kitzbühel
  - Alpi di Wildschönau
  - Catena Pölven-Ellmau
  - Gruppo della Glemmtal.